# Nationalsocialistiska samlingspartiet
Nationalsocialistiska Samlingspartiet (NSSP) var ett svenskt politiskt parti, bildat 1933 av partistaben (biträdande partiledningen) i Svenska Nationalsocialistiska Partiet (SNSP) sedan partistaben förklarat partiledaren Birger Furugård för avsatt, och Furugård kontrat med att i Nationalsocialistisk Tidning 14 oktober samma år förklara partistaben för utesluten ur partiet.
NSSP:s pressorgan var Vår Kamp, egentligen SNSP:s partiorgan, men som följt med vid partisprängningen. Partisymbol var hakkorset. NSSP upphörde redan samma år det bildades, genom sammanslagning med flera andra partibildningar till Nationalsocialistiska Blocket.